# ショーン・コネリー
サー・トーマス・ショーン・コネリー（英: Sir Thomas Sean Connery, 1930年8月25日 - 2020年10月31日）は、イギリス（英国）スコットランド出身の映画俳優。『007』シリーズの初代ジェームズ・ボンド役で有名。2000年、英王室よりナイト（サー）に叙任された。

## 来歴

### 初代ジェームズボンド関連

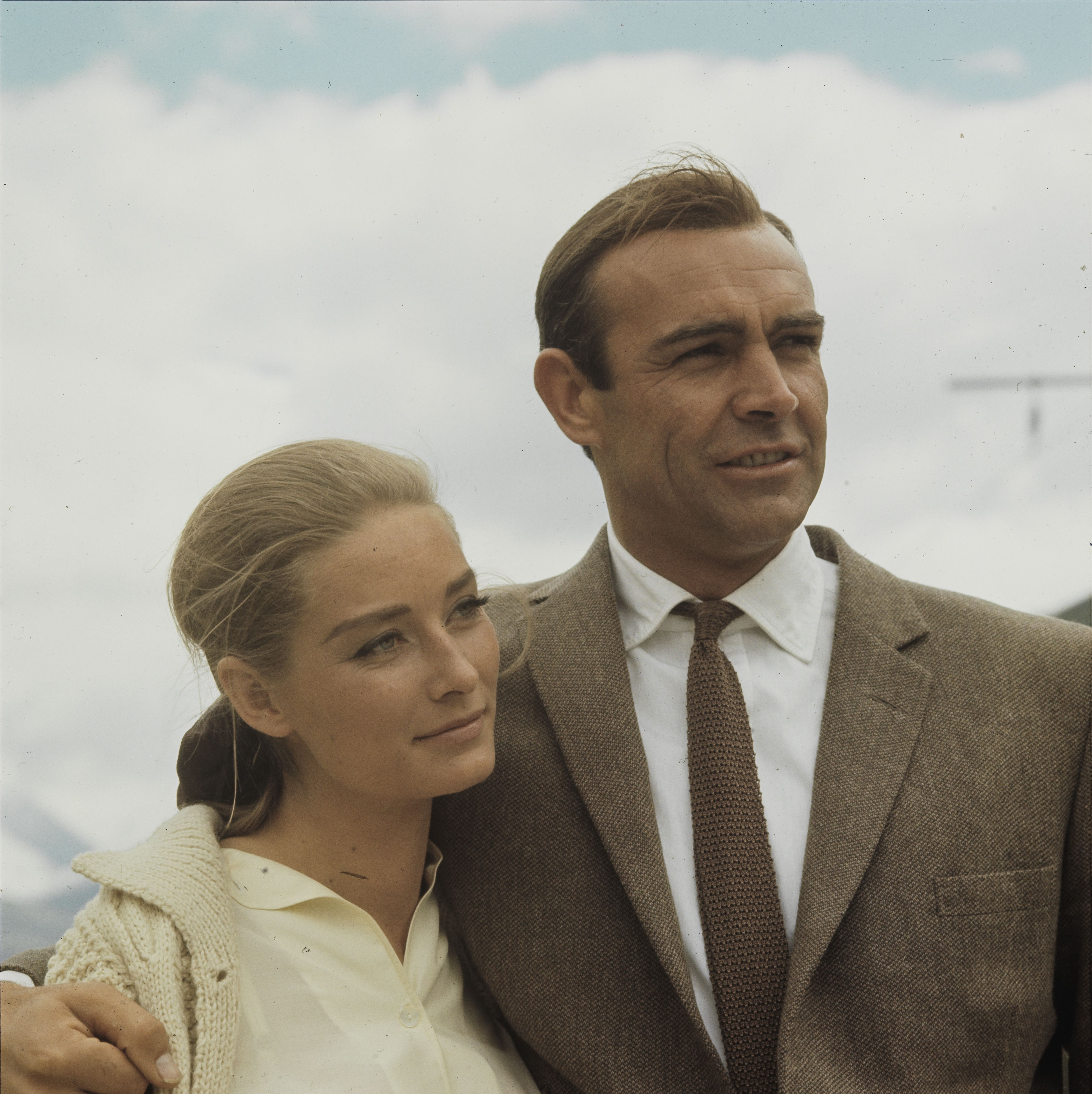
『007 ゴールドフィンガー』のジェームズ・ボンド役（1964年）。隣にいるのは歴代ボンドガールの一人、ティリー・マスターソンを演じたタニア・マレット。

スコットランドのエディンバラでアイルランド系の家庭に職工、トラック運転手の父ジョセフと洗濯女の母、ユーフェミアのとの間に生まれた。コネリーの先祖の地はアイルランド東部ウェックスフォード県。 
義務教育修了後、最初に得た仕事は牛乳配達であった。その後、イギリス海軍に従軍するも健康上の理由で除隊し、トラック運転手、労働者、美術モデルやライフガードなど種々の仕事をしながらボディビルジムに通う。またこの頃、ボニーリッグ・ローズ・アスレチックFCというセミプロのサッカー選手としてプレーもしていて、右ウイングを務めていたが、マット・バスビー監督の目に留まり、マンチェスター・U入りのオファーを受けたがこれを断った。1953年にはミスター・ユニバース・コンテストの重量上げ部門で3位入賞したが、その時に出場者の一人に演技の道に進むように勧められる。1954年からテレビや劇団に出演するようになる。
コネリーはスコットランド人としての矜持が強く、その独特のアクセントを矯正したことは一度もない。そのため、デビュー間もない頃は別人に声を吹き替えるという屈辱的な扱いを受けることもあった。（例:『史上最大の作戦』等）ジェームズ・ボンド役を引き受ける際もアクセントを矯正しないことを絶対条件とした。このため、ボンドは原作に於いてスコットランド出身という設定が付け加えられた。ボンド以外の役柄もスコットランド出身という設定に変更したものが多い（『風とライオン』等）。

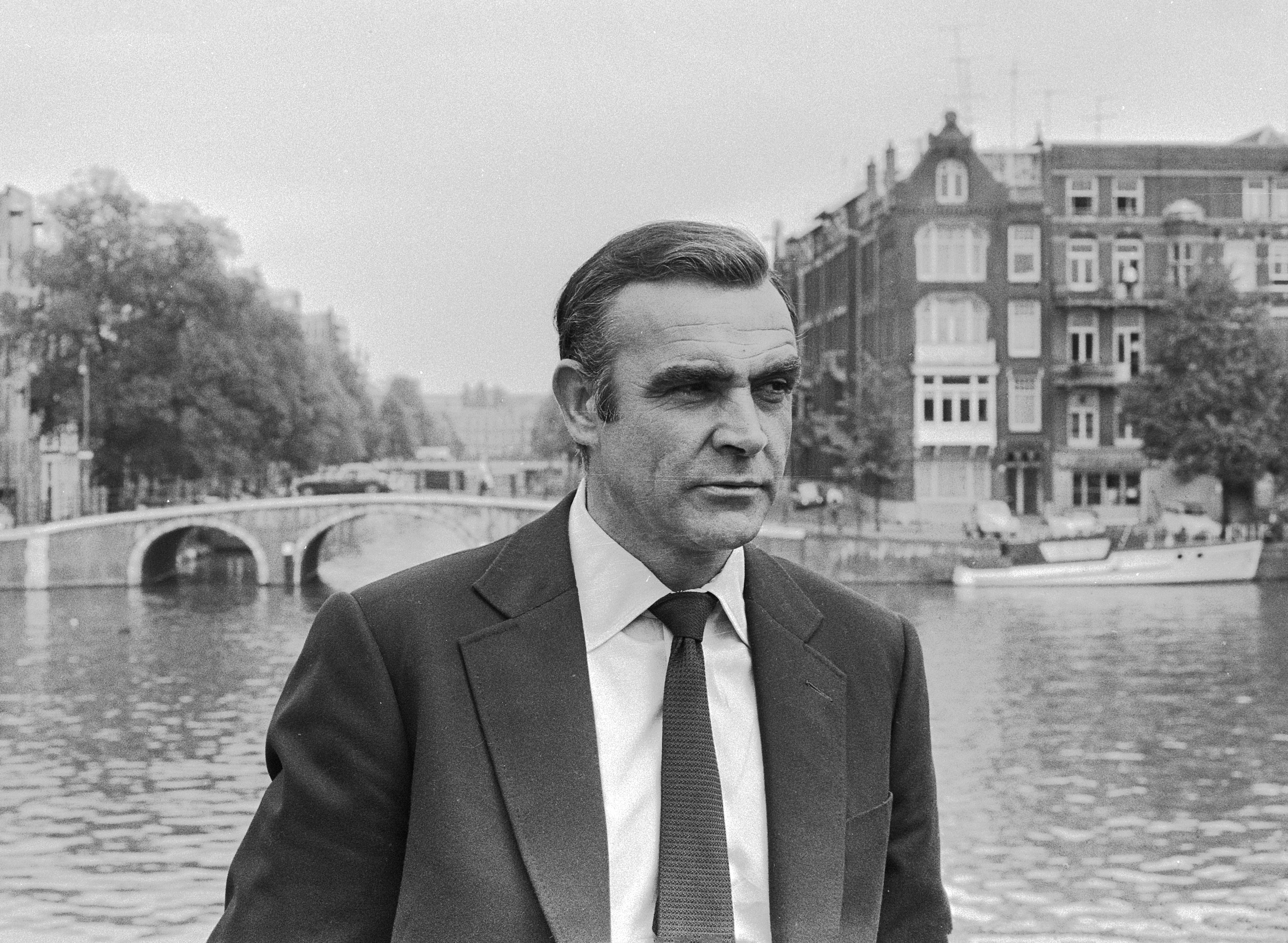
『007 ダイヤモンドは永遠に』の撮影シーン（1971年）

1961年、コネリーは20世紀フォックスの契約俳優でありながら、イーオン・プロダクションズとジェームズ・ボンド役として5本のボンド映画に出演する異例の契約を交わし、翌1962年の『007 ドクター・ノオ』で知名度は世界的に上昇した。『007 ロシアより愛をこめて』『007 ゴールドフィンガー』『007 サンダーボール作戦』『007は二度死ぬ』など5作出演の契約を履行した。『ロシアより愛をこめて』は特に評価が高かった。
『007は二度死ぬ』（1967年）のロケで訪日した際、記者会見でボンド役からの引退を表明して国内外で驚かれた。その後、コネリーが希望する映画2作の製作費を負担するという条件をユナイテッド・アーティスツが受け入れたことで、1971年の『007 ダイヤモンドは永遠に』でボンド役に復帰した。コネリーが007シリーズ再出演の条件とした2本のうち、実現したシドニー・ルメット監督『怒りの刑事』（1972年）では感情の起伏が激しい刑事を演じた。その前年のルメット監督作『ショーン・コネリー/盗聴作戦』では犯罪者役だった。日本の映画監督緒方明はこの時期のコネリーについて、ボンドのイメージから離れようと苦闘していたが、ヒーローらしさが出てしまっていたと評している。
1983年、女優のタリア・シャイアらと組んで自主製作したボンド映画『ネバーセイ・ネバーアゲイン』でもボンドを演じ、計7本の作品でボンド役を務めた。この映画はPSO（プロデューサーズ・セールス・オーガニゼーション）が世界に販売、ワーナーが北米配給をした。これらはすべて成功をおさめ、AFIから"アメリカ映画100年のヒーローと悪役ベスト100"の3位に選ばれている。また、コネリーは自己紹介の台詞「The name is Bond, James Bond.」を初めて使い、以来2作を除く全作で使われるようにした張本人でもある。
ボンド、或いはボンドのパロディ的役どころ（例：『インディ・ジョーンズ/最後の聖戦』『ザ・ロック』等）を演じることには積極的であるが、プロデューサーであるアルバート・R・ブロッコリやハリー・サルツマンとの仲は芳しくなく、「ボンドを殺したい」とまで言い放つなど、シリーズへの復帰には消極的であった。直接の後任俳優の一人であるロジャー・ムーアとは無名時代からの友人であり、ともに共演を望んだほどの親友でもあった。

### ボンド役引退後
『007』シリーズ以外にもコネリーは様々なジャンルの映画にも意欲的に出演し、アルフレッド・ヒッチコック作品の『マーニー』やオードリー・ヘプバーンと共演した『ロビンとマリアン』など多くの作品に出演した。1987年には『アンタッチャブル』で主人公を助ける警官役の演技が称賛され、アカデミー助演男優賞やゴールデングローブ賞 助演男優賞を受賞した。1998年にブロードウェイで『'Art'』を製作し、トニー賞 演劇作品賞を受賞する。
その後、コネリーは『ロード・オブ・ザ・リングシリーズ』のガンダルフ役のオファーを受けるも、スクリプトを理解できなかったため断った。受け入れていれば4億5000万ドルもの報酬を受け取れていた。同様の理由で『マトリックス』のアーキテクトも断っている。
コネリーは2006年にアメリカン・フィルム・インスティチュート（AFI：American Film Institute）の生涯功労賞を受賞したのを機に、俳優業引退を宣言した。
その後は隠遁生活を楽しみ、2007年に1989年の『インディ・ジョーンズ/最後の聖戦』で演じたヘンリー・ジョーンズ役で『インディ・ジョーンズ/クリスタル・スカルの王国』への出演オファーを受けたが、検討した結果出演しないと正式に発表、同作ではコネリーが演じたヘンリーは既に死亡したという設定になり、写真のみが劇中で使用された。2010年、『007 スカイフォール』で監督のサム・メンデスも、当初キンケイド役にコネリーを考えていたが、実現はしなかった。
晩年は認知症を患っており、苦しんでいたことが妻によって語られている。コネリーは2020年10月30日深夜から31日早朝にかけて滞在先の大西洋の島国バハマの自宅で亡くなった。また、この逝去に関しイーオン・プロダクションズのウェブサイト上で発表がなされており、同社広報担当者によれば、金曜の終わりから土曜の早朝にかけ息を引き取っている所を家族によって確認された。後にTMZが取得した死亡診断書によれば、コネリーは肺炎、老衰、そして心房細動による呼吸不全で死亡したとされており、死亡日時は10月31日午前1時半となっている。

## 私生活

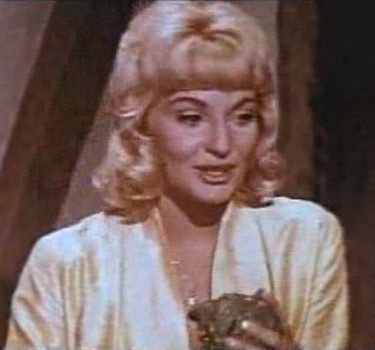
ダイアン・シレント

コネリーは1962年に女優のダイアン・シレントと結婚し、後に俳優となる息子ジェイソン・ジョセフ・コネリーをもうけるが、1973年に離婚した。1975年にはフランス系モロッコ人画家のミシュリーヌ・ロクブリュヌ（Micheline Roquebrune）と再婚している。

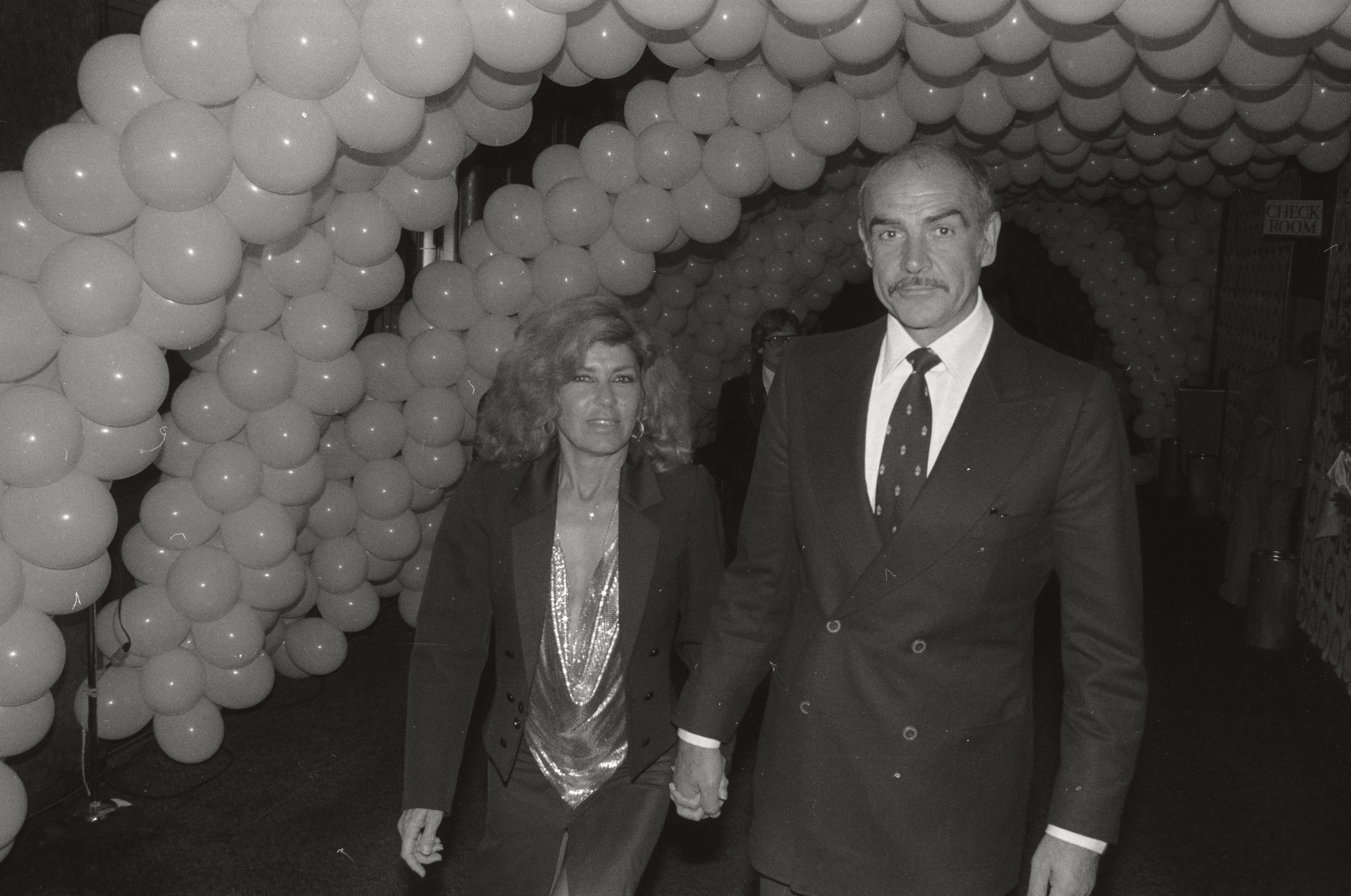
Micheline Roquebrune

## 人物と思想

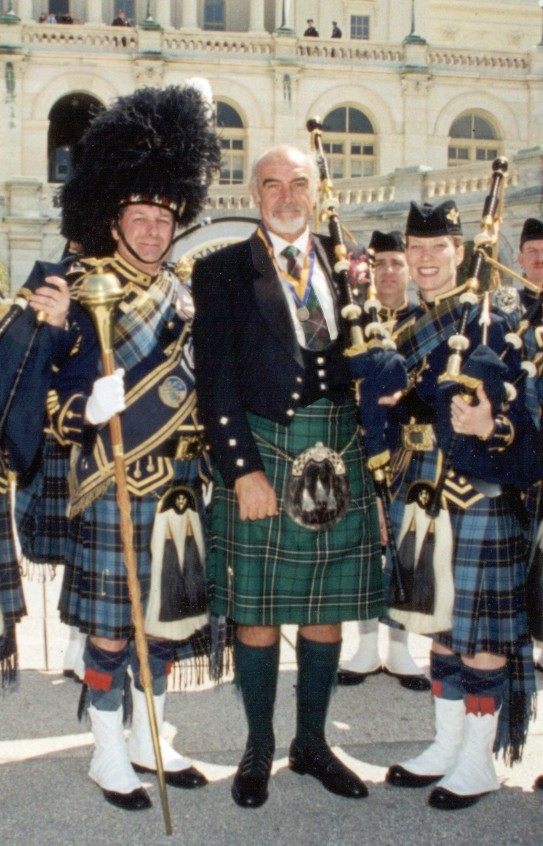
キルトを着たコネリー（ワシントンD.C.、2004年）

コネリーは2000年にイギリス女王エリザベス2世からナイトの称号を与えられたが、スコットランドの分離独立を主張するスコットランド国民党の熱烈な支持者でもある。授与式には、民族衣装キルトで正装して現れた。なお、コネリーは「スコットランドが独立するまで私は死んでもスコットランドに帰らない」とまで明言している。
コネリーの引退の理由について、友人のマイケル・ケインはコネリーが脇役かつ年老いた役柄を演じたいとは思っていないことが理由だとしている。また、ロード・オブ・ザ・リングシリーズのガンダルフ役のオファーを受け、同シリーズの原作本を読み、送られてきた脚本も読んだがガンダルフというキャラクターを理解できず出演を固辞し、同シリーズの成功を見極められなかったことが引退につながった、との見方もある。
コネリーは自身がプレーしていたサッカーを愛し、特にグラスゴー・レンジャーズの大ファンとして知られていた。

## その他
元妻ダイアン・シレントは、数十年もたった2005年になって出版した自伝の中で、11年間の結婚期間中、肉体的・精神的に虐待されてきたと暴露した。1965年にはシレントが「酔っぱらって」帰宅したところ、コネリーに殴られたという。
2008年、またもシレントは元夫を中傷し、コネリーが一人息子のジェイソンに対して自立して生計を立てるよう、8千5百万ポンドの財産のうち1ペニーたりとも相続させないと言ったと語った。しかし、コネリーはこれを否定して息子との関係は良好であると語り、暴力疑惑についても争う用意があることを明らかにした。また、離婚した際にジェイソンおよびシレントの娘の教育費として「8万5千ポンドの信託財産」を設けたが、今日では「当然もっと増えている」はずだと主張した。ジェイソン本人もシレントの意見を全面否定し、父は暴君ではなく父が稼いだ金をどうしようと父次第だと述べた。しかしシレントはコネリーが34歳のとき、セラピーにおいて当時は合法だったLSDを使い、それが虐待を引き起こしたと中傷した。

## フィルモグラフィ
| 年   | 題名                                                                            | 役名                                               | 備考 | 日本語吹替                                                                                |
| ---- | ------------------------------------------------------------------------------- | -------------------------------------------------- | --- | ----------------------------------------------------------------------------------------- |
| 1957 | 地獄特急 Hell Drivers                                                           | ジョニー                                           | |                                                                                           |
| 1957 | 虎の行動 Action of the Tiger                                                    | マイク                                             | 渡部猛 |                                                                                           |
| 1959 | 四つの願い Darby O'Gill and the Little People                                   | マイケル・マクブライド                             | 大塚明夫                                                                                                   |                                                                                           |
| 1959 | ターザンの決斗 Tarzan's Greatest Adventure                                      | オバニオン                                         | 納谷悟朗                                                                                                   |                                                                                           |
| 1961 | 殴り込み愚連隊 The Frightened City                                              | パディ・ダミオン                                   | 城達也 |                                                                                           |
| 1961 | ダイナミック作戦 On the Fiddle                                                  | ペドラー・パスコー                                 | 田中信夫                                                                                                   |                                                                                           |
| 1962 | 史上最大の作戦 The Longest Day                                                  | フラナガン一等兵                                   | 日高晤郎（日本テレビ版） 内海賢二（NET版） 宮本充（テレビ東京版）                                          |                                                                                           |
| 1962 | 007 ドクター・ノオ Dr. No                                                       | ジェームズ・ボンド                                 | 『007は殺しの番号』より改題                                                                                | 若山弦蔵（TBS版、ソフト版）                                                               |
| 1963 | 007 ロシアより愛をこめて From Russia with Love                                  | ジェームズ・ボンド                                 | 『007 / 危機一発』より改題                                                                                 | 日高晤郎（TBS初回版） 若山弦蔵（TBS再放送版、ソフト版）                                   |
| 1964 | わらの女 Woman od Straw                                                         | アンソニー・リッチモンド                           | | 近藤洋介（テレビ朝日版）                                                                  |
| 1964 | マーニー Marnie                                                                 | マーク・ラトランド                                 | 若山弦蔵（NET版） てらそままさき（ソフト版）                                                               |                                                                                           |
| 1964 | 007 ゴールドフィンガー Goldfinger                                               | ジェームズ・ボンド                                 | 日高晤郎（NET版） 若山弦蔵（日本テレビ版、ソフト版）                                                       |                                                                                           |
| 1965 | 丘 The Hill                                                                     | ジョー・ロバーツ                                   | |                                                                                           |
| 1965 | 007 サンダーボール作戦 Thunderball                                              | ジェームズ・ボンド                                 | 若山弦蔵（TBS版、ソフト版）                                                                                |                                                                                           |
| 1966 | 素晴らしき男 A Fine Madness                                                     | サムソン・シリトウ                                 | 青野武 |                                                                                           |
| 1967 | 007は二度死ぬ You Only Live Twice                                               | ジェームズ・ボンド                                 | 若山弦蔵（TBS版、ソフト版）                                                                                |                                                                                           |
| 1968 | シャラコ Shalako                                                                | シャラコ                                           | 大平透（フジテレビ版）                                                                                     |                                                                                           |
| 1969 | SOS北極... 赤いテント La tenda rossa                                            | ロアール・アムンセン                               | DVD題『SOS北極 レッドテント』                                                                              | 若山弦蔵（テレビ朝日版）                                                                  |
| 1970 | 男の闘い The Molly Maguires                                                     | ジャック・キーオ                                   | | 小林清志（東京12チャンネル版）                                                            |
| 1971 | ショーン・コネリー/盗聴作戦 The Anderson Tapes                                  | ジョン・アンダーソン                               | 若山弦蔵（フジテレビ版）                                                                                   |                                                                                           |
| 1971 | 007 ダイヤモンドは永遠に Diamonds Are Forever                                   | ジェームズ・ボンド                                 | 若山弦蔵（TBS初回版、ソフト版） 内海賢二（TBS再放送版）                                                    |                                                                                           |
| 1972 | 怒りの刑事 The Offence                                                          | ジョンソン巡査部長                                 | 細井重之（TBS版）                                                                                          |                                                                                           |
| 1974 | 未来惑星ザルドス Zardoz                                                         | ゼッド                                             | 北村和夫（日本テレビ版）                                                                                   |                                                                                           |
| 1974 | オスロ国際空港/ダブル・ハイジャック Ransom                                      | ニルス・タルヴィク保安部長                         | 近藤洋介（テレビ朝日版）                                                                                   |                                                                                           |
| 1974 | オリエント急行殺人事件 Murder on the Orient Express                             | アーバスノット大佐                                 | 近藤洋介（テレビ朝日版）                                                                                   |                                                                                           |
| 1975 | 風とライオン Wind and the Lion                                                  | ライズリー                                         | 近藤洋介（テレビ朝日版） 大塚明夫（ソフト版）                                                              |                                                                                           |
| 1975 | 王になろうとした男 The Man Who Would Be King                                    | ダニエル・ドレイボット                             | 上条恒彦（テレビ朝日版） 若山弦蔵（機内上映版）                                                            |                                                                                           |
| 1976 | ロビンとマリアン Robin and Marian                                               | ロビン・フッド                                     | 近藤洋介（テレビ朝日版） 佐々木勝彦（ソフト版）                                                            |                                                                                           |
| 1976 | いとしき暗殺者 The Next Man                                                     | カリル                                             | |                                                                                           |
| 1977 | 遠すぎた橋 A Bridge Too Far                                                     | ロイ・アーカート少将                               | 瑳川哲朗（日本テレビ版） 佐々木勝彦（日本テレビ版追加収録） 長克巳（BD版）                                 |                                                                                           |
| 1979 | 大列車強盗 The Great Train Robbery                                              | エドワード・ピアース / ジョン・シムズ / ジェフリー | 若山弦蔵（TBS版）                                                                                          |                                                                                           |
| 1979 | メテオ Meteor                                                                   | ポール・ブラッドリー博士                           | 若山弦蔵（フジテレビ版） 石田太郎（ビデオ版）                                                              |                                                                                           |
| 1979 | さらばキューバ Cuba                                                             | ロバート・デイプス少佐                             | 小林修（TBS版）                                                                                            |                                                                                           |
| 1981 | アウトランド Outland                                                            | ウィリアム・T・オニール保安官                      | 近藤洋介（テレビ朝日版）                                                                                   |                                                                                           |
| 1981 | バンデットQ Time Bandits                                                        | アガメムノン王 / 消防士                            | 石田太郎（テレビ朝日版）                                                                                   |                                                                                           |
| 1982 | 氷壁の女 Five Days One Summer                                                   | ダグラス・メレディス                               | 森川公也                                                                                                   |                                                                                           |
| 1982 | シークレット・レンズ Wrong Is Right                                             | パトリック・ヘイル                                 | 森川公也                                                                                                   |                                                                                           |
| 1983 | ネバーセイ・ネバーアゲイン Never Say Never Again                                | ジェームズ・ボンド                                 | 若山弦蔵（機内版、フジテレビ版、ソフト版）                                                                 |                                                                                           |
| 1984 | 勇者の剣 Sword of the Valiant                                                   | 緑の騎士                                           | |                                                                                           |
| 1986 | ハイランダー 悪魔の戦士 Highlander                                              | フアン・ラミレス                                   | 井上孝雄（テレビ朝日版）                                                                                   |                                                                                           |
| 1986 | 薔薇の名前 Der Name der Rose                                                    | バスカヴィルのウィリアム                           | 石田太郎（テレビ朝日版）                                                                                   |                                                                                           |
| 1987 | アンタッチャブル The Untouchables                                               | ジム・マローン                                     | アカデミー助演男優賞 受賞 ゴールデングローブ賞 助演男優賞 受賞                                             | 若山弦蔵（フジテレビ版、テレビ東京版） 有川博（テレビ朝日版） 坂口芳貞（ソフト版）        |
| 1988 | プレシディオの男たち The Presidio                                               | アラン・コルドウェル                               | | 若山弦蔵（フジテレビ版） 瑳川哲朗（ソフト版） 森川公也（機内上映版）                      |
| 1989 | インディ・ジョーンズ/最後の聖戦 Indiana Jones and the Last Crusade              | ヘンリー・ジョーンズ教授                           | 宮川洋一（ソフト版） 若山弦蔵（日本テレビ版、フジテレビ版） 坂口芳貞（テレビ朝日版） 銀河万丈（ソフト版2） |                                                                                           |
| 1989 | ファミリービジネス Family Business                                              | ジェシー・マクマレン                               | 若山弦蔵（ソフト版） 中庸助（機内上映版）                                                                  |                                                                                           |
| 1990 | レッド・オクトーバーを追え! The Hunt for Red October                            | マルコ・ラミウス艦長                               | 若山弦蔵（TBS版） 坂口芳貞（テレビ朝日版） 小林清志（ソフト版）                                            |                                                                                           |
| 1990 | ロシア・ハウス The Russia House                                                 | バーソロミュー・スコット・ブレア                   | 若山弦蔵                                                                                                   |                                                                                           |
| 1991 | ハイランダー2 甦る戦士 Highlander II:The Quickening                             | ラミレス                                           | 若山弦蔵（日本テレビ版、ソフト版）                                                                         |                                                                                           |
| 1991 | ロビン・フッド Robin                                                            | リチャード1世                                      | 糸博（ソフト版） 若山弦蔵（フジテレビ版、テレビ東京版）                                                    |                                                                                           |
| 1992 | ザ・スタンド Medicine Man                                                       | ロバート・キャンベル博士                           | 兼製作総指揮                                                                                               | 若山弦蔵                                                                                  |
| 1993 | ライジング・サン Rising Sun                                                     | ジョン・コナー                                     | 兼製作総指揮                                                                                               | 瑳川哲朗                                                                                  |
| 1994 | グッドマン・イン・アフリカ A Goodman in Africa                                  | アレックス・マーレイ                               | | 小林清志                                                                                  |
| 1995 | 理由 Just Cause                                                                 | ポール・アームストロング                           | 瑳川哲朗（ソフト版） 若山弦蔵（テレビ東京版）                                                              |                                                                                           |
| 1995 | トゥルーナイト First Knight                                                     | アーサー王                                         | 小林修 |                                                                                           |
| 1996 | ドラゴンハート Dragonheart                                                      | ドレイコ                                           | 声の出演                                                                                                   | 若山弦蔵（日本テレビ版、ソフト版）                                                        |
| 1996 | ザ・ロック The Rock                                                             | ジョン・パトリック・メイソン                       | 兼製作総指揮                                                                                               | 若山弦蔵（日本テレビ版、ソフト版） 坂口芳貞（テレビ朝日版）                               |
| 1998 | アベンジャーズ The Avengers                                                     | オーガスト・デ・ウィンター卿                       | | 有川博                                                                                    |
| 1998 | マイ・ハート、マイ・ラブ Playing by Heart                                       | ポール                                             | 若山弦蔵                                                                                                   |                                                                                           |
| 1999 | エントラップメント Entrapment                                                   | ロバート・“マック”・マクドゥガル                   | 兼製作 | 瑳川哲朗（ソフト版） 坂口芳貞（テレビ朝日版） 若山弦蔵（テレビ東京版） 麦人（機内上映版） |
| 2000 | 小説家を見つけたら Finding Forrester                                            | ウィリアム・フォレスター                           | 兼製作 | 内田稔                                                                                    |
| 2003 | リーグ・オブ・レジェンド/時空を超えた戦い The League of Extraordinary Gentlemen | アラン・クォーターメイン                           | 兼製作総指揮                                                                                               | 若山弦蔵（劇場公開版） 麦人（機内上映版）                                                 |
| 2012 | ビリーじいさんのミラクル救出大作戦 Sir Billi The Vet                            | ビリーじいさん                                     | 声の出演 兼製作総指揮                                                                                      | 東十條                                                                                    |
| 2012 | エバートゥーエクセル Ever to Excel                                              | ナレーター                                         | ドキュメンタリー                                                                                           |                                                                                           |

## 日本語吹き替え

### 専属声優（フィックス）
若山弦蔵
『マーニー』で初めて担当し、『007 ロシアより愛をこめて』の再放送から専任（フィックス）で担当し、「コネリーの吹き替え＝若山」とのイメージが定着した。TV放送時のコネリーも大半は務めている。またコネリー出演の『REGNO』タイヤのCMでもナレーションを担当していた。一時期はコネリーを担当する機会が減りつつあったが、1990年代以降は担当する機会が増え、媒体は違えどコネリー出演作品は、ほぼ全て担当し、遺作となった『リーグ・オブ・レジェンド/時空を超えた戦い』も担当した。コネリーが亡くなった際には「今まで吹き替えを担当した俳優たちの訃報を耳にしてきたが、彼の訃報のショックは全く別のものだった、心に穴が開いたような感じがした」と語り、「功成り名を遂げたすごい人。007の役にとどまらず、汚れ役をやったり自分でプロデュースをしたり、やりたいものをやり遂げたと思う。過去に1度バハマでお会いできるかもしれないチャンスがあったけれど、結局行くことができず残念でした。作品を通して幅広い役を見せてもらい、自分もそうありたいと感じる存在でした。」とコメントを残している。

### その他の担当声優
日高晤郎
日本で最初に放送された007シリーズ作品である『007 ゴールドフィンガー』（NET版）と、『007 ロシアより愛をこめて』、『史上最大の作戦』で担当。
近藤洋介
『わらの女』で初担当。以後、70年代から80年代までの、テレビ朝日『日曜洋画劇場』制作の吹き替えを担当した。
瑳川哲朗
『遠すぎた橋』（日本テレビ版）で初担当。『プレシディオの男たち』から『エントラップメント』までの、主にビデオソフト用の吹替版を担当。
坂口芳貞
後期のテレビ朝日『日曜洋画劇場』制作の吹き替えを担当した。
このほかにも、石田太郎、小林清志、森川公也、有川博、内海賢二、大塚明夫、小林修、麦人なども複数回、声を当てたことがある。